# Estonski narodni preporod
Estonski narodni preporod ili Estonsko narodno buđenje (estonski: Ärkamisaeg), označava razdoblje estonske povijesti u kojem se kod Estonaca probudila nacionalna svijest i želja za nacionalnim samoodređenjem. Smatra se kako je Ärkamisaeg počeo oko 1850., kada su pučani u Estoniji dobili veća građanska prava, a završio je uspostavom Republike Estonije 1918. Pojam se ponekad koristi i za nacionalno buđenje tijekom sovjetskog razdoblja (1987. i 1988. godine).
Premda je estonski narodni preporod fenomen 19. stoljeća, etnička se svijest među pismenim pripadnicima srednje klase počela razvijati još i ranije. Već u 18. stoljeću, među stanovništvom se počeo širiti novonastali izraz eestlane (hrvatski: "estonski"), zajedno s već postojećim maarahvas (hrvatski: "seoski puk"), posebice u tadašnjim gubernijama Estoniji i Livoniji u sklopu Ruskog Carstva. Sredinom tog stoljeća dolazi i do povećanog tiskanja knjiga na estonskom jeziku: brojka je s 18, koliko ih je bilo 1750-ih, skočila na 54, koliko ih je bilo 1790-ih. Biblija na estonskom tiskana je već 1739. Do kraja stoljeća, više od polovice odraslih seljaka bilo je pismeno. Prvi sveučilišno obrazovani intelektualci koji su sebe nazivali Estoncima, među koje spadaju Friedrich Robert Faehlmann, Kristjan Jaak Peterson i Friedrich Reinhold Kreutzwald, pojavili su se tijekom 1820-ih godina. Ipak, vladajuća se elita u tom razdoblju još uvijek predominantno koristila njemačkim jezikom. 
Garlieb Merkel, baltički Nijemac i estofil, bio je prvi autor koji je Estonce tretirao kao ravnopravni narod. On je ubrzo postao inspiracija Estonskom narodnom preporodu, koji je bio oblikovan prema kulturi Baltičkih Nijemaca prije 19. stoljeća. Međutim, sredinom 19. stoljeća, Estonci, među čijim su predvodnicima bili Carl Robert Jakobson, Jakob Hurt i Johann Voldemar Jannsen, postali su ambiciozniji u svojim planovima i težnjama, preorijentirajući se na Fince i njihov uspješni model narodnog preporoda, a djelomično i na narodni pokret Mladih Latvijaca u susjednoj zemlji. Značajni uspjesi iz tog razdoblja uključuju tiskanje nacionalnog epa, Kalevipoega 1862., te organizaciju prvog festivala pjesama 1869. Do kraja 1860-ih, Estonci više nisu bili voljni miriti svoje nacionalne interese s onima Baltičkih Nijemaca i njihove političko-kulturne hegemonije. S druge strane, preporoditelji su tada još uvijek imali povoljan odnos s Rusijom, međutim to se promijenilo tijekom 1880-ih i 1890-ih s pokušajima prisilne rusifikacije estonskog stanovništva.
Godine 1881., osamnaest udruženja iz Estonije, inspiriranih memorandumom Carla Roberta Jakobsona, tražili su od ruskog cara Aleksandra III. uvođenje zemstava (koja su već postojala u većini Carstva), s jednakim pravom reprezentacije Estonaca i Baltičkih Nijemaca, te administrativno ujedinjenje estonskih teritorija. Deset godina kasnije, točnije 1891., počeo je izlaziti i prvi estonski dnevni list, Postimees (sam list postojao je od 1857., ali je tek 1891. počeo izlaziti na dnevnoj bazi). Prema popisu stanovništva iz 1897., prvom i jedinom provedenom na teritoriju Carstva, Estonci su imali drugu najvišu stopu pismenosti u Ruskom Carstvu nakon Finaca u Velikom Vojvodstvu Finskoj. Radilo se o 96,1% stanovništva baltičkih provincija starijeg od 10 godina koja je govorila estonskim jezikom. Gradovi su se vrlo brzo "estonizirali", a do 1897., Estonci su sačinjavali dvije trećine urbane populacije u zemlji.
Kao odgovor na pokušaje rusifikacije koji su pokrenuti 1880-ih, estonski nacionalizam dobio je još izraženiji politički kontekst, a javni su intelektualci tražili sve veću autonomiju. Nakon Ruske revolucije iz 1905., Estonci su zahtijevali slobodu tiska i udruživanja, opće pravo glasa i nacionalnu autonomiju. Iako je nova vlast u Moskvi dala Estoncima minimalna prava, politička nestabilnost u razdoblju od 1905. do 1917. omogućila je Estoncima da pojačaju svoje aspiracije prema potpunoj neovisnosti. Nakon Februarske revolucije 1917., estonske su zemlje po prvi puta ujedinjene u sklopu autonomne gubernije Estonije, a nakon Oktobarske revolucije i boljševičkog preuzimanja vlasti u Rusiji, Estonija je 24. veljače 1918. proglasila neovisnost. 

## Vanjske poveznice
- The History of the Baltic States – The Estonian Awakening, pristupljeno 28. travnja 2022.
- 1850–1918. National awakening, pristupljeno 28. travnja 2022.